# بیلی مک لئود
بیلی مک لئود (انگلیسی: Billy McLeod؛ 4 June 1887 – ۱۹۵۹ (۷۱−۷۲ سال)) بازیکن فوتبال بود.